# Elverket, Lidingö

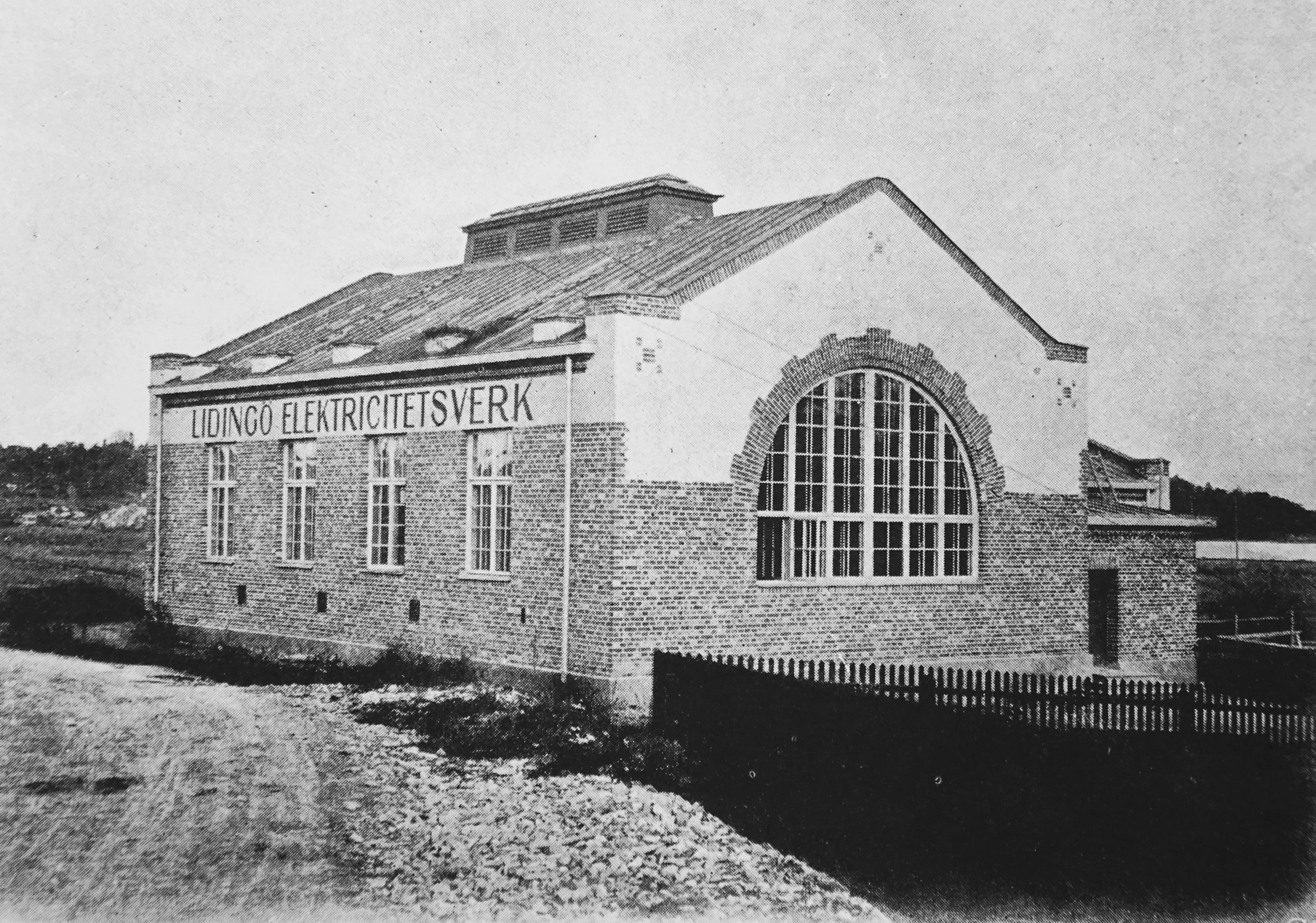
Lidingö Elektricitetsverk sett från Stockholmsvägen, 1911.

Elverket på Lidingö är ett före detta kraftverk som ligger i hörnet Stockholmsvägen / Kyrkvägen i kommundelen Hersby i Lidingö kommun. Anläggningen togs i drift 1910 och lades ner på 1970-talet. Sedan 2013 har Lidingö Musikskola sina lokaler i byggnaden.

## Historia

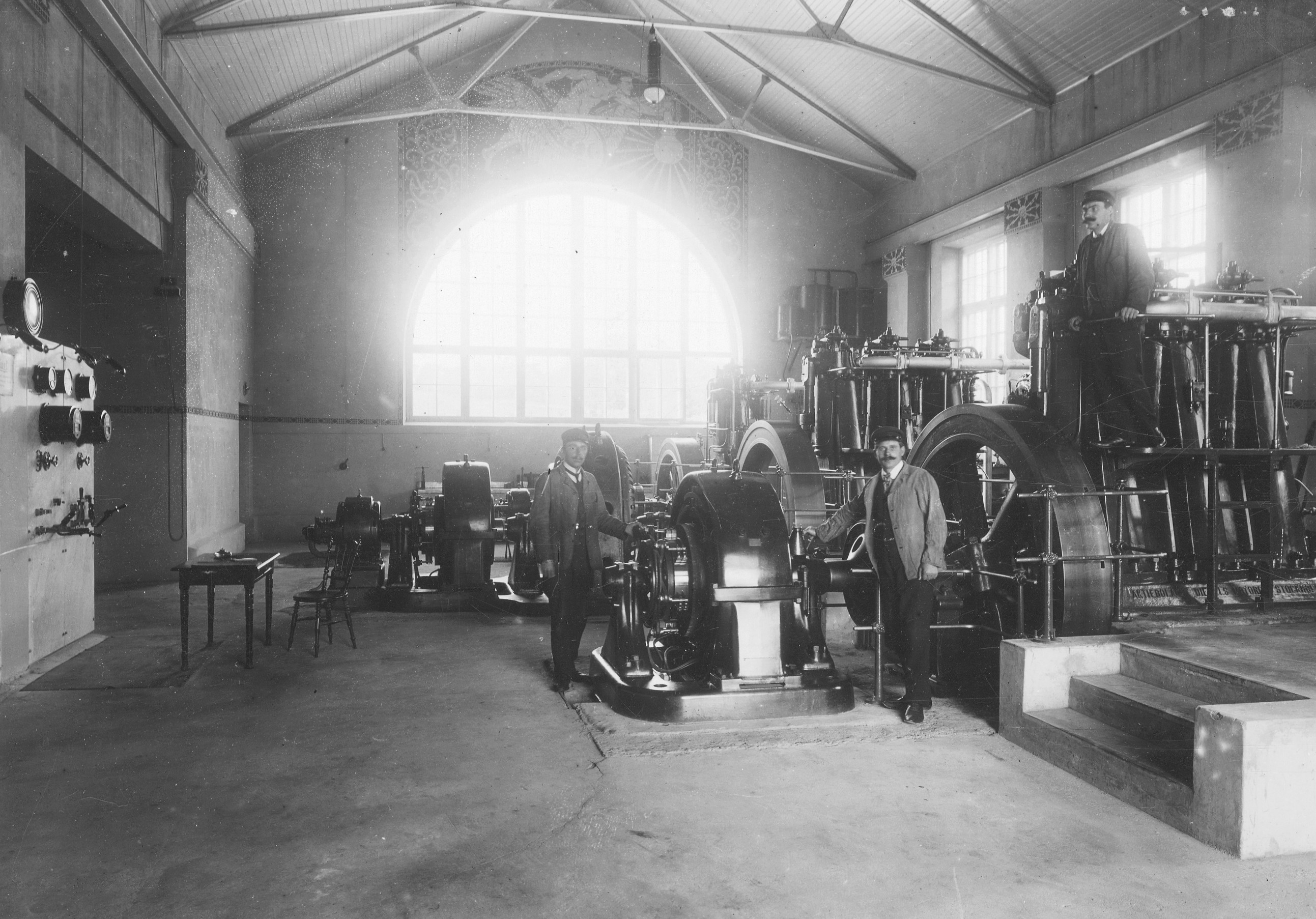
Generatorhallen 1913.

Byggnaden som ritats av arkitekten Alf Landén invigdes 1910 inrymde fyra dieseldrivna generatorer och kunde försörja både Lidingö köping och Lidingöbanan med elkraft. År 1917 anslöts Lidingö till det nationella elnätet. Elverket gjorde att Lidingö länge var självförsörjande av elkraft och var en bidragande orsak till att villorna som byggdes till utställningen Bygge och Bo 1925 utrustades med något så modernt som elektrisk spis.
I en reklambroschyr för Lidingö villastad från 1911 kunde man läsa:
| ”     | En annan förmån som innevånarne i Lidingö Villastad säkerligen äro ensamma om är elektricitetsverkets leverans af elektrisk energi för kokning, bakning, strykning och uppvärmning m. m. efter en mycket billig och enkel taxa, som icke ställer sig dyrare än t. ex. användandet af kokgas i Stockholm… | „ |
| [ 1 ] | |   |

## Nedläggning och nya verksamheter

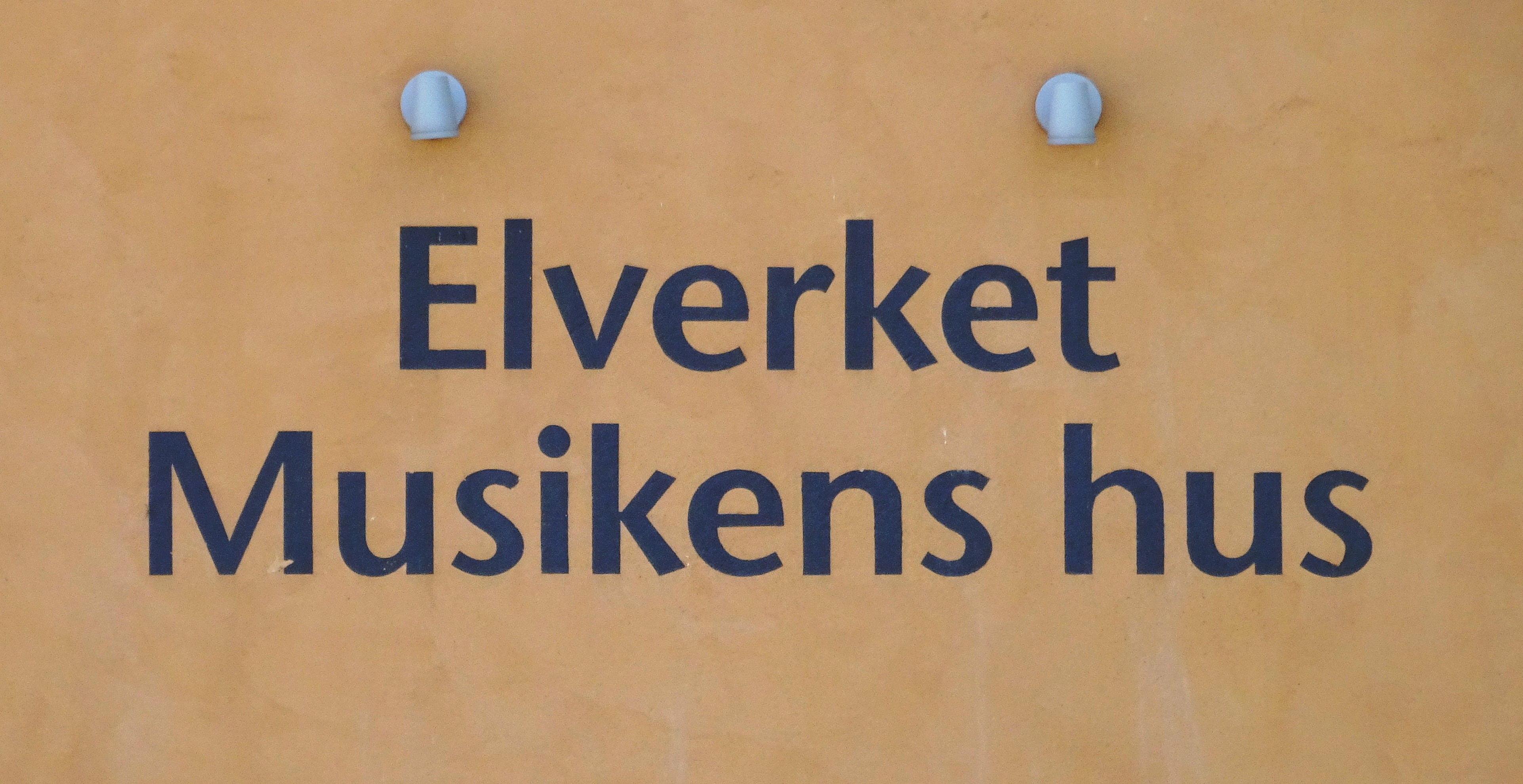
Elverket Musikens hus.

Efter oljekrisen på 1970-talet gick dieselpriset upp och gjorde det olönsamt att producera elkraft med dieselgeneratorer vilket gjorde att elproduktionen på Elverket lades ner. I början av 1990-talet beslutade Lidingö stad att lokalen skulle ställas till förfogande som ungdomslokal. Föreningen Elverket bildades och renoverade lokalen med till största delen frivilliga krafter. Den nya lokalen invigdes 13 november 1992.
1995 tog kultur- och fritidsförvaltningen över verksamheten på Elverket. Eftersom vardagsaktiviteterna hade tappat i popularitet lät man Folkuniversitetet använda sig av lokalen för kursverksamhet. Folkuniversitetet tog år 2000 över verksamheten helt, men lyckades inte få någon lönsamhet i verksamheten varför Lidingö stad 2003 åter gick in som ägare.
Efter renoveringen användes lokalen huvudsakligen som ungdomsgård med bland annat café och klättervägg. Elverket var dock mest känt som konsertlokal och för de drogfria ungdomsdiscona.

## Lidingö Musikskola
Enligt beslut i Lidingö Stads kommunstyrelse är Elverket sedan 2013 hemvist för Lidingö Musikskola. Byggnaden rymmer skolans administration och ett flertal undervisningsrum. Den förra Generatorhallen är idag en konsertsal anpassad för Musikskolans behov. En tredjedel av musikskolans elever musicerar i Elverket/Musikens Hus varje vecka.

### Nutida bilder

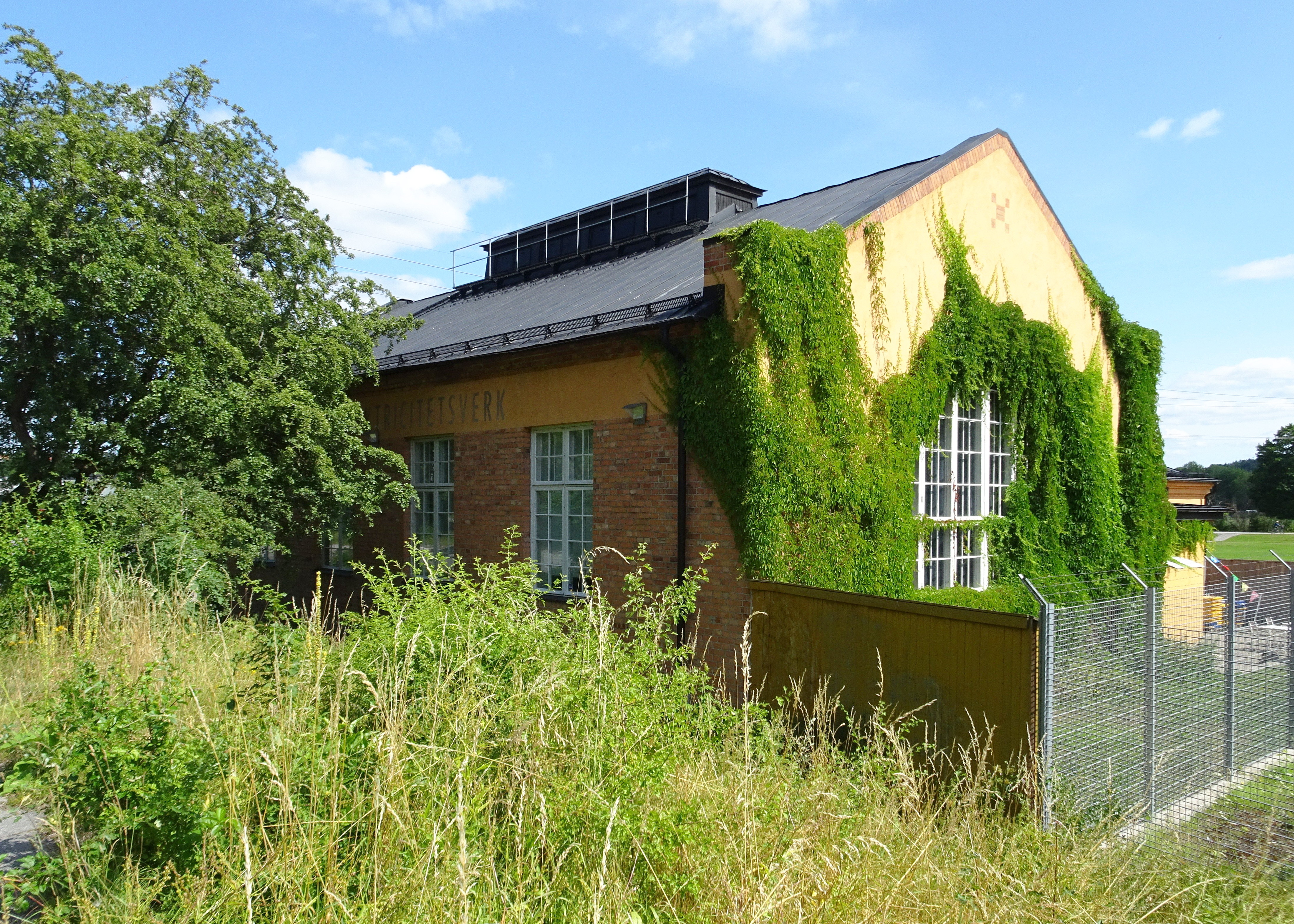
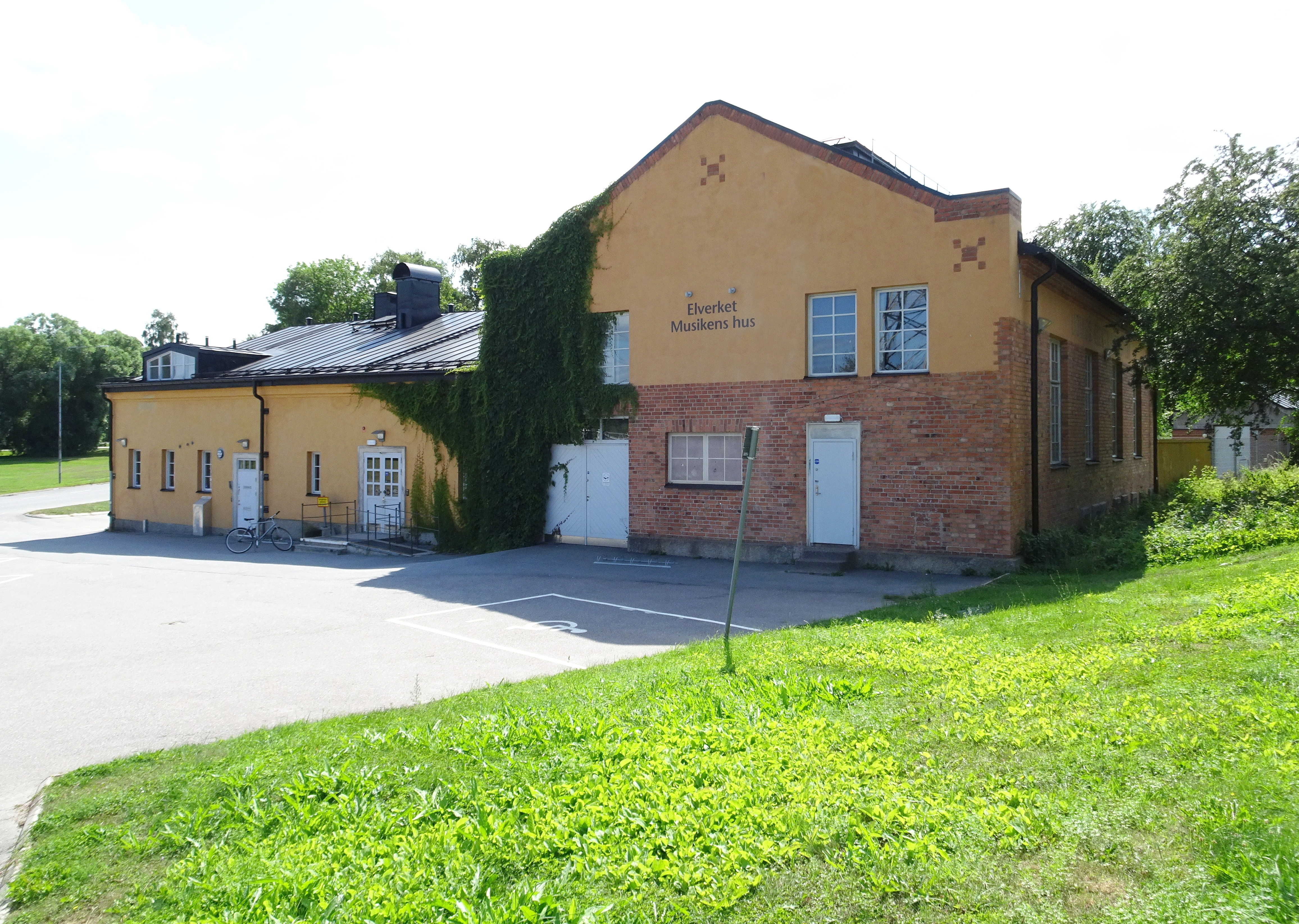
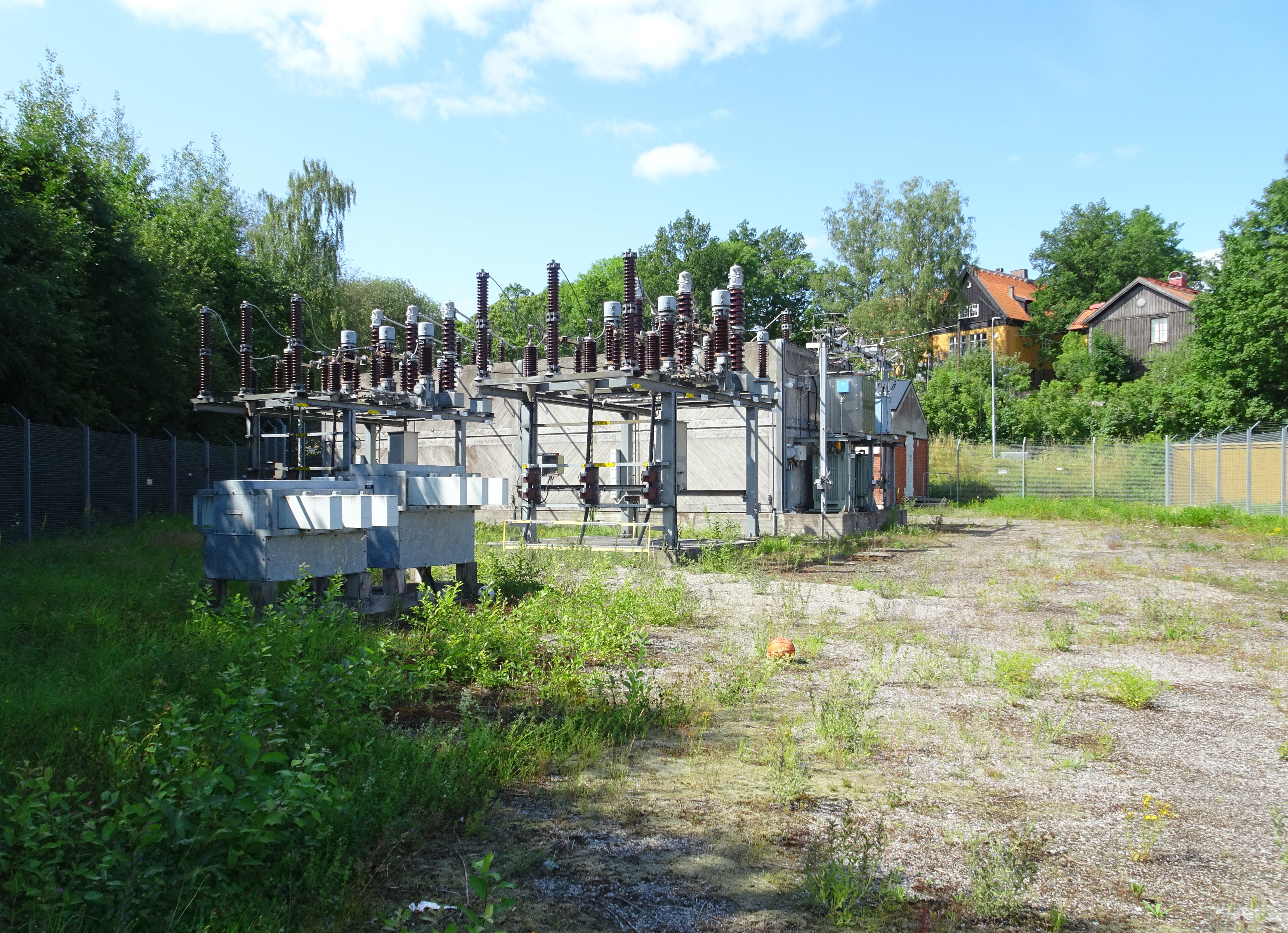
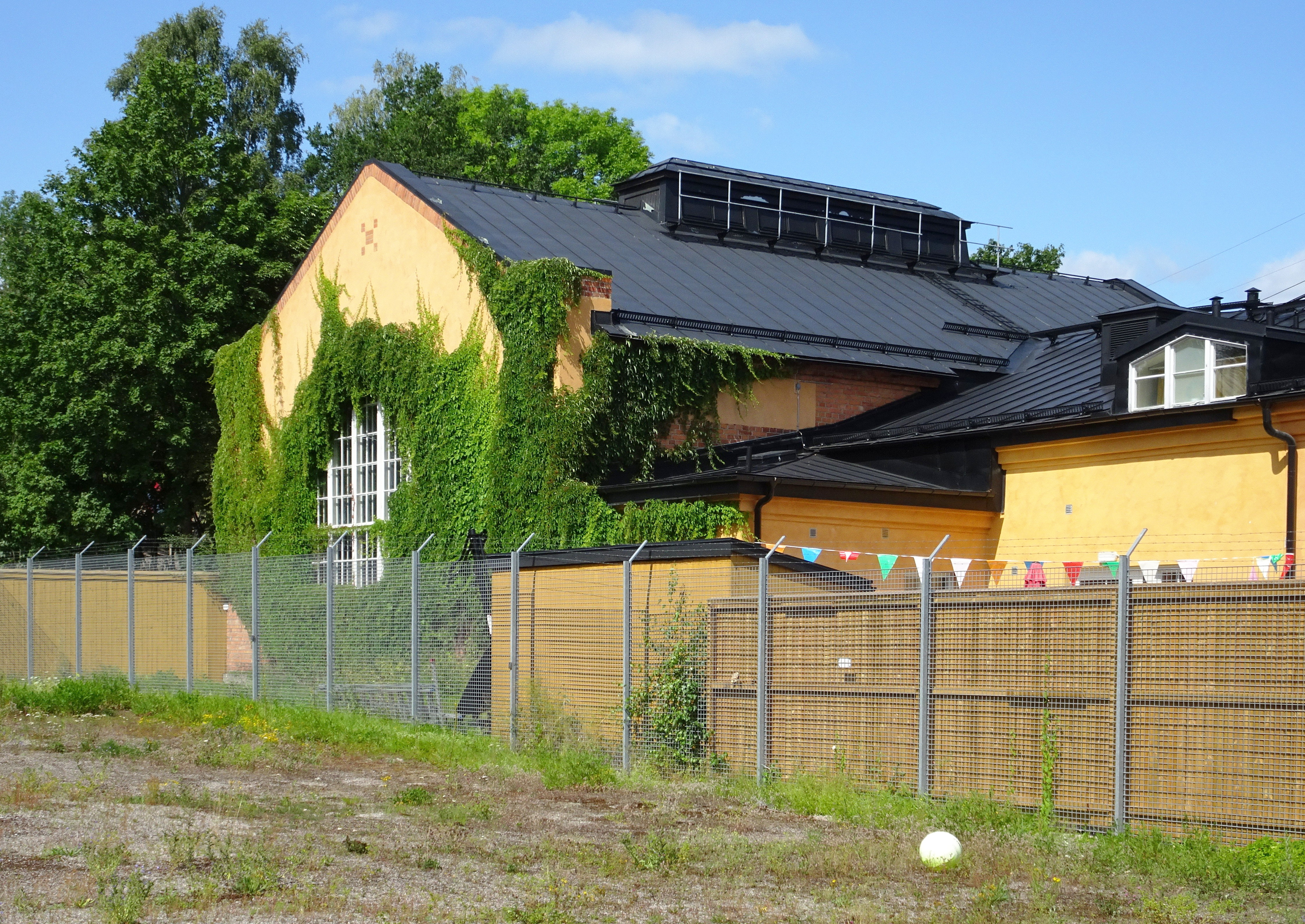